# 高恭之
高恭之（489年—530年）字道穆，勃海蓨縣人，北魏政治人物。

## 生平
高恭之是高謙之的弟弟。熙平年間出任御史。高恭之曾舉報相州刺史李世哲。正光年間獲得奉朝请的資格，後來先後擔任太尉铠曹参军、萧宝夤行台郎中。孝昌年間，李世哲的弟弟李神軌成為宣武靈皇后的寵臣，並且陷害高恭之的哥哥高谦之，高谦之因而遇害，高恭之於是逃到济阴避难並且改名換姓。
魏孝庄帝即位後，高恭之出任尚书三公郎中兼宁朔将军、史部郎中，並且受封龙城侯，後來又擔任太射长史兼中书舍人、前军将军、中军将军、给事黄门侍郎，又受封安喜县公。元顥被消滅後，高恭之又擔任征南将军、金紫光禄大夫、御史中尉兼黄门。尔朱荣死後，高恭之加封卫将军、代理车骑将军、大都督並且兼任尚书右仆射、南道大行台，不久又擔任车骑将军。永安三年（530年），尔朱世隆攻打洛阳，高恭之一度擊退尔朱世隆。不久尔朱兆攻入洛陽，高恭之於是辭官。很快高恭之就被尔朱世隆杀死。太昌年間，朝廷追封他為雍州刺史。

## 延伸阅读
[在维基数据编辑]
 《北史/卷050》，出自李延壽《北史》
 《魏書·卷77》，出自魏收《魏书》